# Labské zámky
Labské zámky (německy Elbschlösser) jsou trojice staveb vybudovaných ve stejném stylu a ve stejné době vedle sebe na vyvýšeném břehu Labe v Drážďanech. Přestože se jedná o samostatné objekty, působí zcela jednotně. Od břehů Labe je oddělují úzké Labské Louky, vinice a terasy, na hřebeni svahu přecházejí v souvislé lesy.  
Do 19. století sloužily jihovýchodní svahy nad Labem jako vinice a hradební systém, po industrializaci města se staly lukrativními stavebními pozemky rozvíjejících se Drážďan. V místech dohledu na historické centrum byly na místech vinic postaveny všechny Labské zámky v letech 1850 až 1861. Ve směru od centra města, čili proti proudu řeky, jsou to Albrechtsberg, Lingnerschloss a Eckberg.

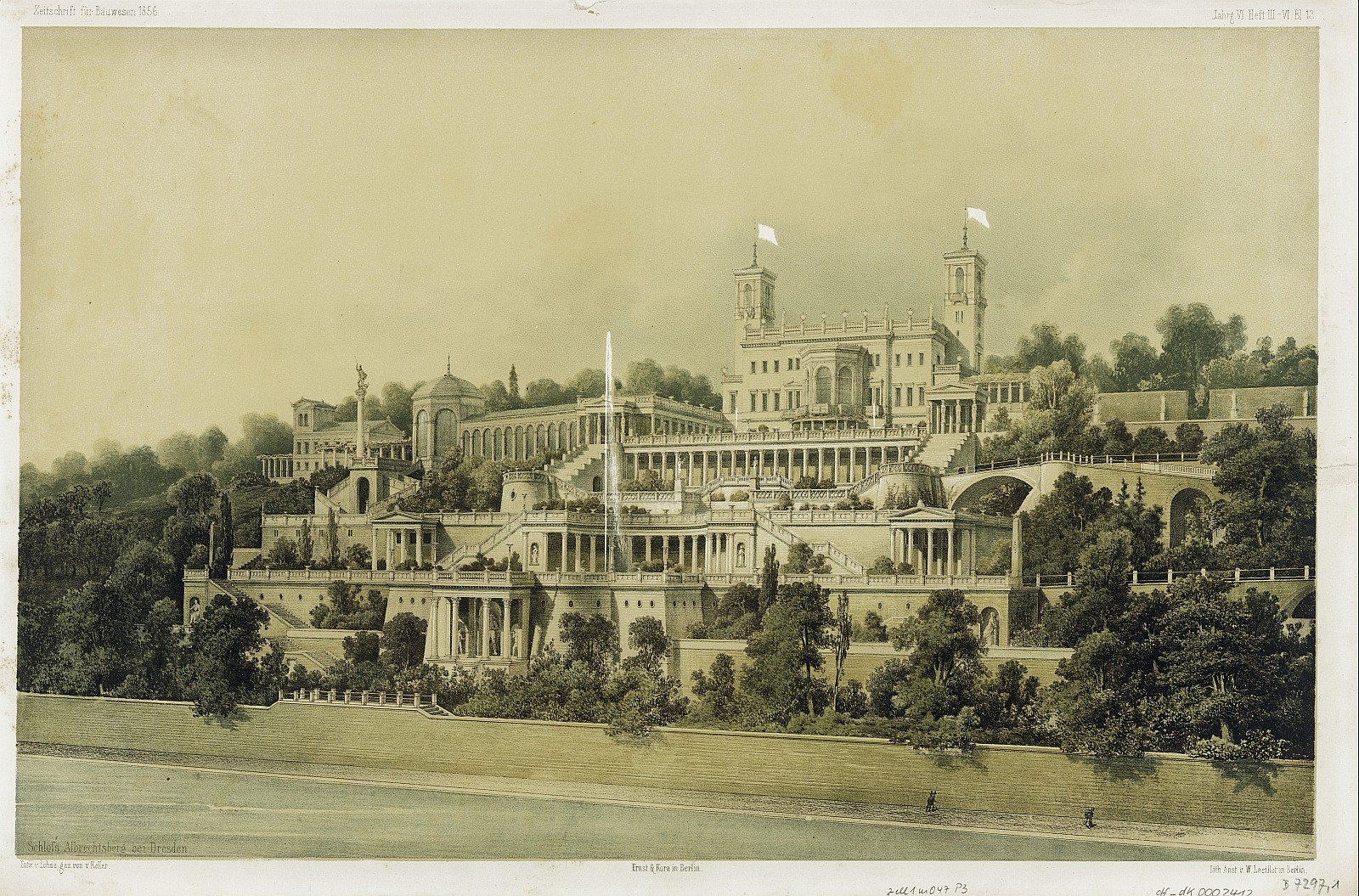
Původní plán z roku 1850

Albreschtsberg je stavbou nejvýraznější. Inspirací byly Villa Medici a Villa d'Este v Itálii, financování zajistil pruský princ Albrecht Pruský z předčasně vyplacených dědických podílů. Součástí výstavby bylo i náročné zpevnění základů na drobivém podkladu písčitého svahu. Původní velkolepý projekt tak nebyl nakonec v plném rozsahu realizován z důvodu finančního vyčerpání, což se projevilo především v oblasti teras. Později zámek přešel do dědictví Albrechtova syna Wilhelma von Hohenau. Vyplacením jeho dluhů z hazardu přešel zámek do majetku města Drážďan.
Zámek Lingner známý též jako Villa Stockhausen, byl stavěn spolu s Albrechtsbergem za stejného finančního krytí. Byl zamýšlen jako sídlo princova komořího barona Alberta von Stockhausen. V roce 1906 se zámek stal majetkem drážďanského podnikatele a mecenáše Karla Augusta Lingnera, který získal obrovské majetky výrobou ústní vody Odol. Ten daroval ve své závěti zámek městu za podmínky, že obyvatelé budou mít volný přístup do všech venkovních i vnitřních prostor a že v hlavní budově bude restaurace s nejnižšími cenami v okolí.
Zámek Eckberg nechal vystavět podnikatel v oboru textilu Johann Daniel Souchay, především s ohledem na budování skleníků a zahrad. Stejně jako u předchozí stavby i tato přešla do majetku podnikatele v oboru dentální hygieny. Tentokráte se majitelem stal Gustav Ottomar von Mayenburg, který k milionovým finančním zdrojům přišel díky zubní pastě Chlorodont. Za jeho vlastnictví došlo k botanickému rozvoji exteriérů a nádherné zahradnické výtvory byly každoročně zpřístupňovány veřejnosti.
Po druhé světové válce se v zámcích objevily vojenské nemocnice, sovětské ministerstvo zahraničí, nakonec především kulturní a vzdělávací instituce, zámek Albrechtsberg se stal sídlem Pionýrské organizace Ernsta Thälmanna.

V 21. století jsou první dva zámky, známé jako Albrechtovy zámky, přístupné veřejnosti jako majetek města Drážďan. Zámek Eckberg je v soukromých rukách a jeho zahrady jsou přístupné jen hotelovým hostům. 

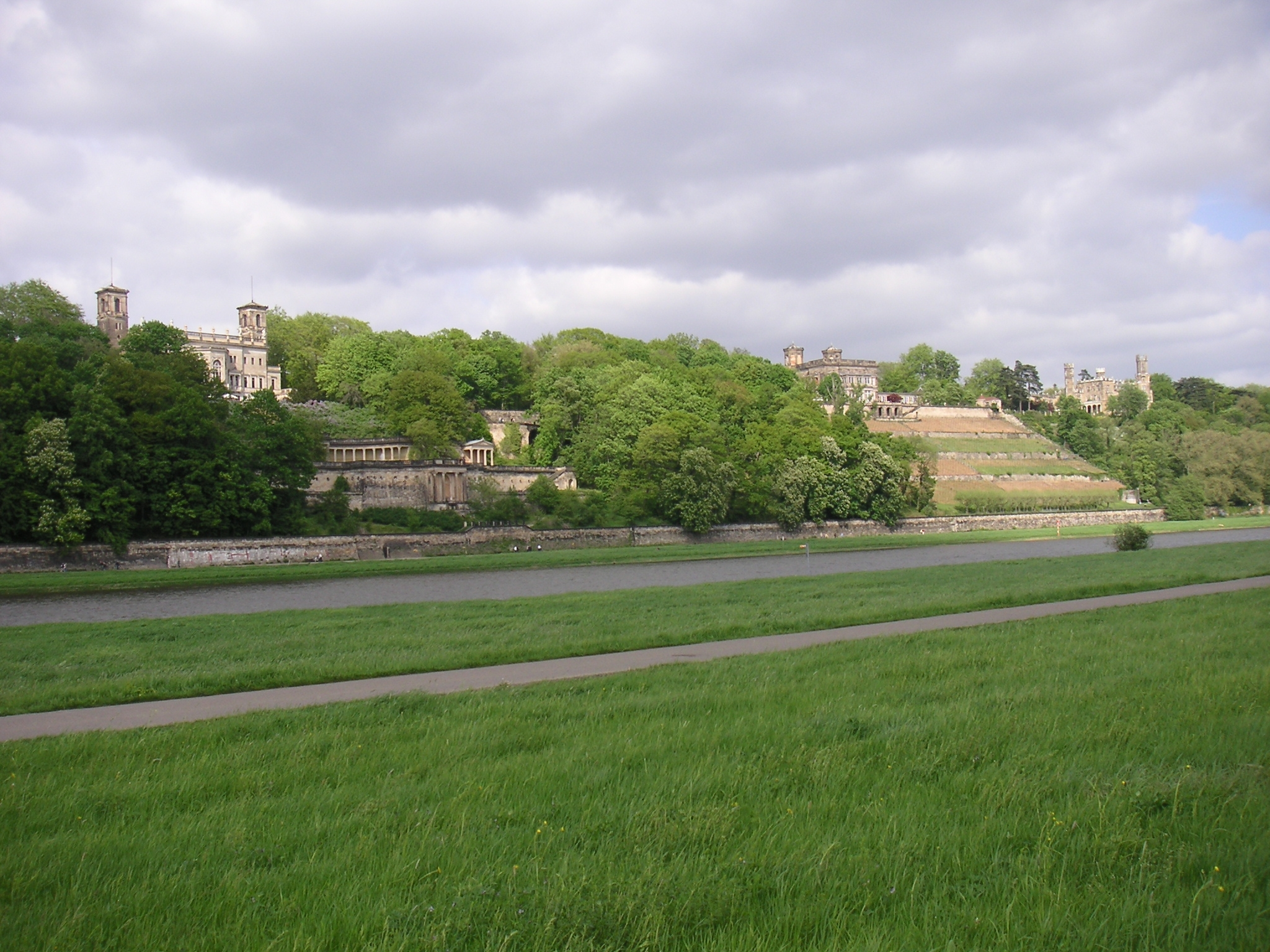
Zámky od Labských luk
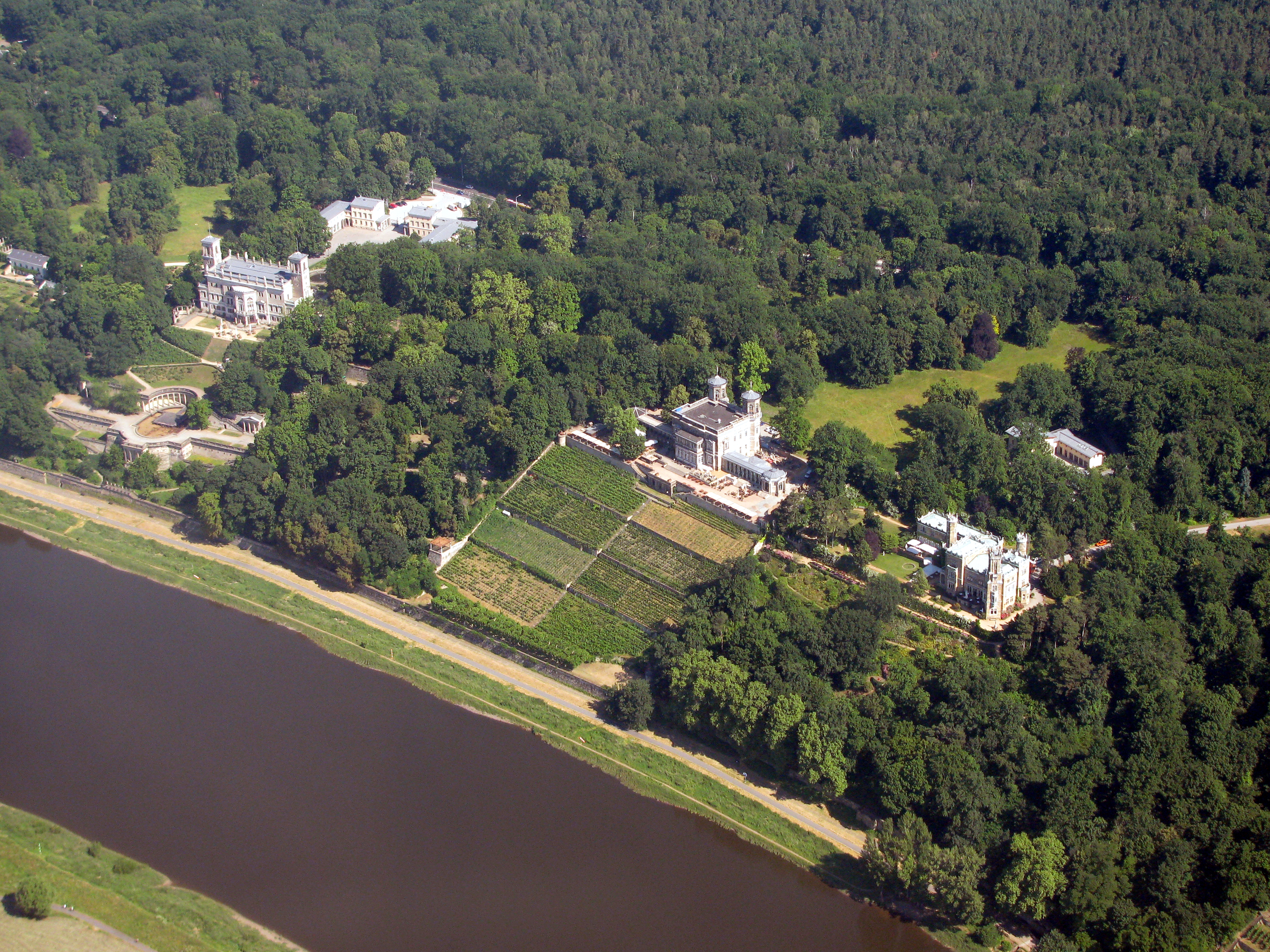
Letecký pohled
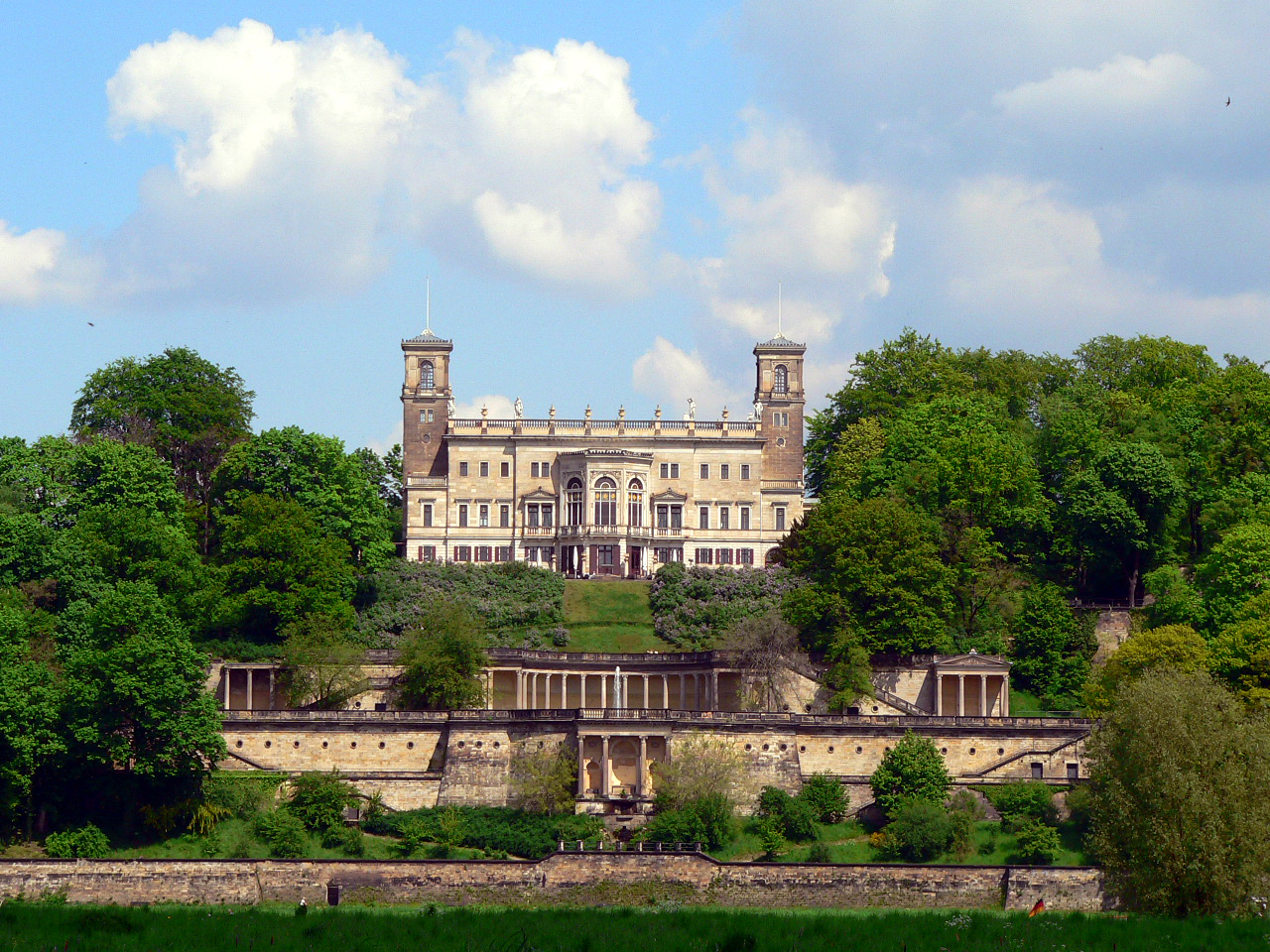
Albrechtsberg
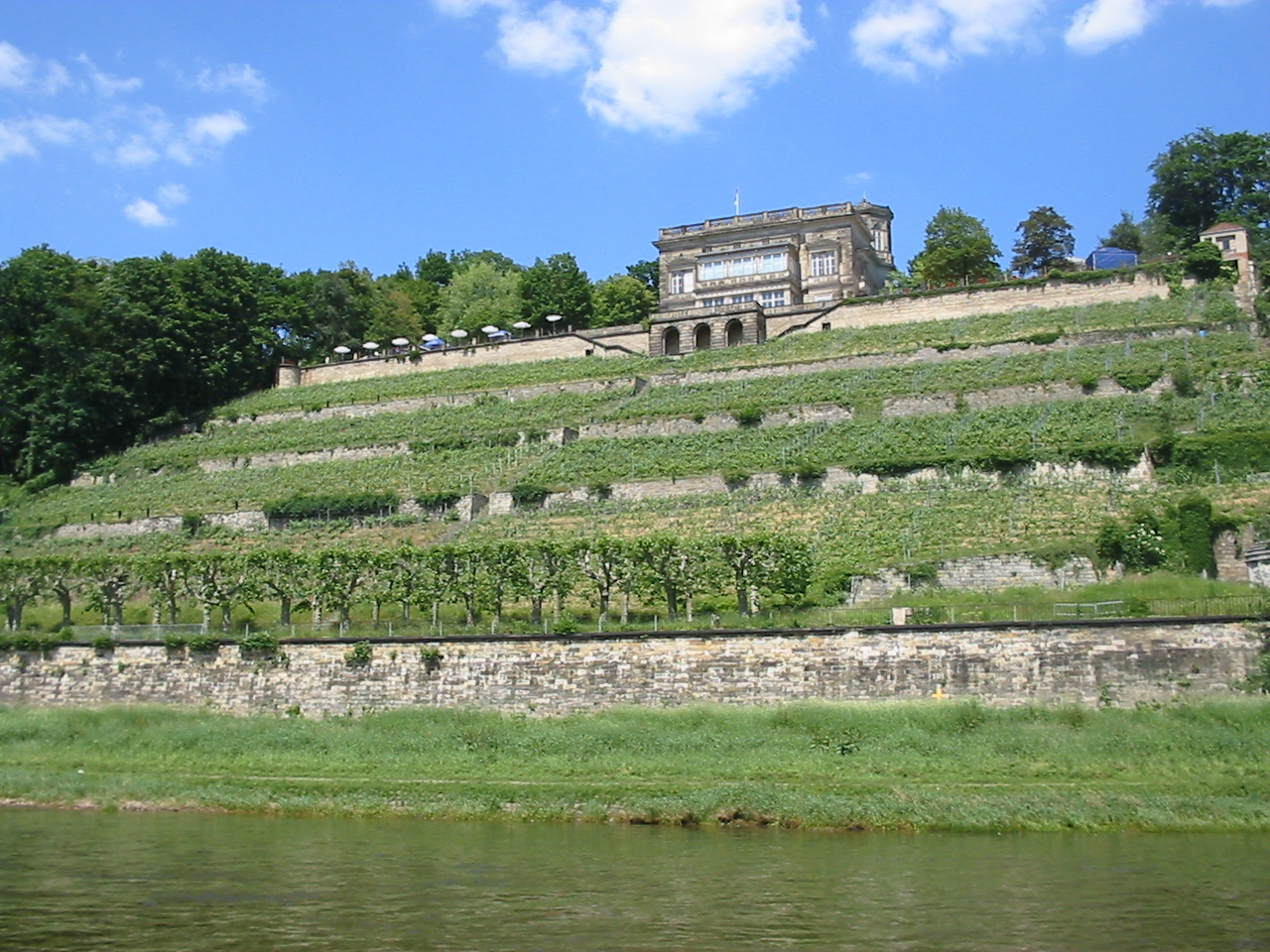
Lingnerschloss
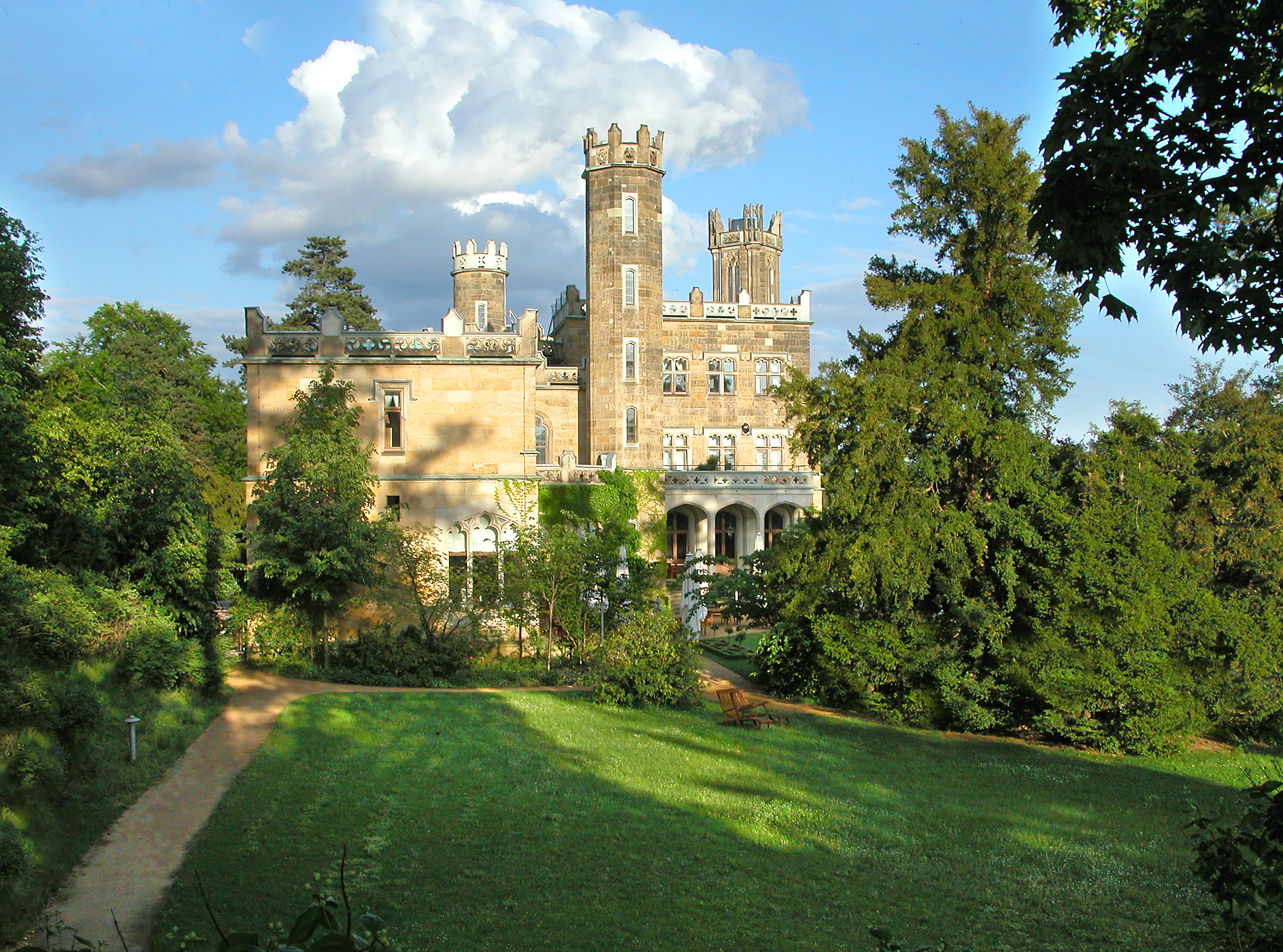
Eckberg